# فین‌فت

یکقطعه فین‌فت با دو گیت

یک ترانزیستور اثرمیدان باله‌ای (به انگلیسی: fin field-effect transistor) (اختصاری فین‌فِت) یک قطعه چندگیتی است، یک ماسفت (ترانزیستور اثر میدان فلزی-اکسید-نیم‌رسانا) که روی یک زیرلایه ساخته شده است که گیت در دو، سه یا چهار طرف کانال قرار دارد یا دور کانال پیچیده شده است، یک ساختار گیت دوتایی را تشکیل می‌دهد. به این قطعات نام عمومی «فین‌فت» داده شده است، زیرا ناحیه سورس/درین برجستگی‌هایی (باله) را روی سطح سیلیکون تشکیل می‌دهد. قطعات فین‌فت نسبت به فناوری مسطح سیماس (مکمل فلزی-اکسید-نیم‌رسانا) به طور قابل توجهی کلیدزنی سریع‌تر و چگالی جریان بیشتری دارند. 
فین‌فت نوعی ترانزیستور غیر مسطح یا ترانزیستور «سه بُعدی» است. این پایه و اساس ساخت قطعات نیم‌رسانای نانوالکترونیک نوین است. ریزتراشه‌هایی که از گیت‌های فین‌فت استفاده می‌کنند برای اولین بار در نیمه اول سال ۲۰۱۰ تجاری‌سازی شدند و در گره‌های فرایند ۱۴ نانومتر، ۱۰ نانومتر و ۷ نانومتری طراحی گیت، غالب شدند. 

## تاریخ
۲۰ سال پس از نمایش ماسفت برای اولین بار توسط محمد عطاالله و داوون کانگاز آزمایشگاه‌های بل در سال ۱۹۶۰، مفهوم ترانزیستور فیلم های نازک با دو گیت توسط اچ آر فارا و آر اف اشتاینبرگ، یک گیت دوتایی منتشر شد. ماسفت توسط توشیهیرو سِکیگاوا از آزمایشگاه الکتروتکنیک (ETL) در یک ثبت اختراع در ۱۹۸۰ توصیف ترانزیستور مسطح اکس‌ماس ارائه شد. سِکیگاوا ترانزیستور اکس‌ماس را با یوتاکا هایاشی در ETL در سال ۱۹۸۴ ساخت. آن‌ها نشان دادند که اثرات کانال کوتاه را می‌توان با پیچاندن یک سیلیکون روی عایق (SOI) کاملاً تخلیه‌شده بین دو الکترود گیت متصل به هم، به میزان قابل توجهی کاهش داد.
نوع اول ترانزیستور فین‌فت «ترانزیستور با کانال خم‌شده» یا «دلتا» ترانزیستور نامیده می‌شد، که اولین بار در ژاپن توسط دیگ ساماتو، تورو کاگا، یوشیفومی کاواموتو و ایچی تاکدا از آزمایشگاه تحقیقات مرکزی هیتاچی در سال ۱۹۸۹ ساخته شد.